# Mexicaanse poorwill
De Mexicaanse poorwill (Nyctiphrynus mcleodii) is een vogel uit de familie Caprimulgidae (nachtzwaluwen).

## Verspreiding en leefgebied
Deze soort is endemisch in westelijk Mexico en telt twee ondersoorten:
- N. m. mcleodii: van Chihuahua en zuidelijk Sonora tot Jalisco en Colima (westelijk Mexico).
- N. m. rayi: Guerrero (het westelijke deel van Centraal-Mexico).